# Ugia purpurea
Ugia purpurea là một loài bướm đêm trong họ Erebidae.